# Sant Martí de Provençals

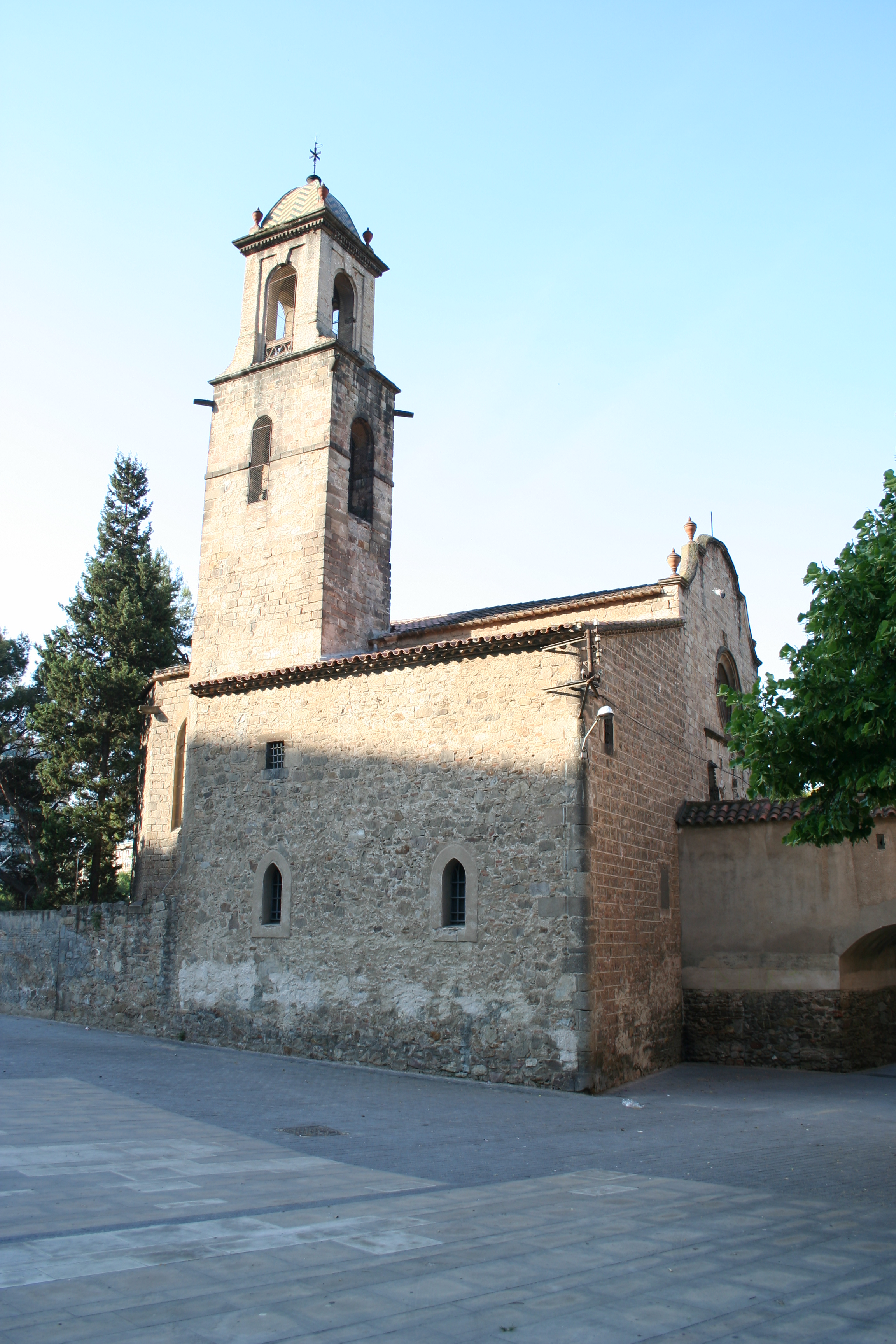
Igreja de Sant Martí

Sant Martí de Provençals é um bairro no distrito de Sant Martí em Barcelona.
Sant Martí de Provençals foi o centro de um antigo município, que hoje coincide aproximadamente com o distrito de Sant Martí e que deu nome ao principal núcleo da cidade. Até à década de 1950 havia campos agrícolas, casas de campo e a igreja de Sant Martí. A zona cresceu com a chegada e imigrantes.
O nome de Provençals provém da palavra latina provincialis, utilizada pelos romanos para denominar os campos situados para além das muralhas das cidades. Por outro lado, o nome de Sant Martí é o da primeira igreja edificada.